# 楊金龍 (金融家)
楊金龍（1953年6月5日—），男，屏東縣恆春鎮水泉里人，籍貫屏東縣新園鄉烏龍村。現任中華民國中央銀行總裁。曾任中華民國中央銀行副總裁、業務局局長、業務局副局長、行務委員、駐倫敦代表辦事處主任、外匯局襄理、經濟研究處研究員等職。

## 简历
楊金龍出生於屏東縣恆春鎮水泉里，先後曾就讀恆春鎮水泉國小、新園鄉烏龍國小、明正國中，並於鳳山高中畢業後同時考上中央警察大學及國立政治大學，選擇就讀政大銀行系。

## 家庭
楊金龍已婚，與妻袁正儀共育有二女。